# Beg Beg Beg
Beg Beg Beg är en EP från 2010 av det svenska rockbandet H.E.A.T. Man kan endast köpa den genom tidningen Sweden Rock Magazine (nummer 68). Den innehåller den nya singeln "Beg Beg Beg" från deras snart nysläppta album "Freedom Rock", och även två nya unika spår "Tonight" och "Living in a Memory" som inte kommer att komma med på det nya album, utan att kommer endast finnas på denna EP. Den producerades av Erik Nerback, Daniel Beckman och H.E.A.T.

## Låtlista
1. "Beg Beg Beg" (Dalone, Tee, Leckremo)
2. "Tonight" (Dalone, Tee, Leckremo)
3. "Living in a Memory" (Leckremo)

## Medverkande
- Kenny Leckremo - sång
- Dave Dalone - gitarr
- Jona Tee - keyboards
- Jimmy Jay - bas
- Eric Rivers - gitarr
- Crash - trummor